# ۵۹۵ (قمری)
۵۹۵ (قمری)، پانصد و نود و پنجمین سال در گاهشماری هجری قمری است. اول محرم این سال برابر با دهم نوامبر سال ۱۱۹۸ میلادی است.

## درگذشتگان
- ابن رشد
- خاقانی، قصیده‌سرای بزرگ پارسی